# NOEL
NOEL oder NOEC (No Observed Effect Level oder Concentration) ist ein toxikologischer Endpunkt in der Toxizitätsbestimmung.
Der NOEL entspricht der höchsten Dosis oder Expositionskonzentration eines Stoffes in subchronischen oder chronischen Studien, bei der keine statistisch signifikante behandlungsbedingte Wirkung beobachtet werden kann. Im Gegensatz dazu bezeichnet der NOAEL die Dosis, bei der keine schädigende Wirkung beobachtet wird.
Der NOEL für einen Stoff bezieht sich immer auf ein bestimmtes biologisches Messverfahren mit einer bestimmten Applikationsform und einer bestimmten Tierart oder einem bestimmten Zellkultursystem, in verschiedenen Verfahren kann ein Stoff somit verschiedene NOEL-Werte haben. Viele veröffentlichte NOEL-Werte beziehen sich auf subchronische Toxizitätsstudien mit oraler Applikation in Nagetieren.
Die Bestimmung des NOEL ist in verschiedener Hinsicht problematisch, weshalb es Bestrebungen gibt, den NOEL als internationalen Standard abzuschaffen.
Während bei der NOAEL-Bestimmung eine begrenzte Zahl von Auswertungen hinreichend ist, um Schädigungen festzustellen, ist der Nachweis des Nichtvorhandenseins jeglicher Wirkung problematisch, weil durch die Zahl der praktisch durchführbaren Untersuchungen begrenzt. 
Ferner ist – wie auch für NOAEL – zu berücksichtigen, dass der NOEL nur einen einzigen Wert in einer vorgegebenen Dosisreihe darstellt. Die genaue Dosis, bei der tatsächlich keine Wirkung beobachtbar wäre, wird also nur näherungsweise identifiziert.
Der NOEC ist nicht immer bestimmbar, zum Beispiel wenn bei jeder Testkonzentration ein signifikanter Effekt auftritt. Auch kann für den NOEC kein Vertrauensbereich bestimmt werden.